# Ptyssiglottis decurrens
Ptyssiglottis decurrens är en akantusväxtart som beskrevs av B. Hansen. Ptyssiglottis decurrens ingår i släktet Ptyssiglottis och familjen akantusväxter. Inga underarter finns listade i Catalogue of Life.